# HMS Isis (D87)
HMS Isis var en av nio jagare av I-klass som byggdes för Royal Navy under 1930-talet.

## Beskrivning
Fartygen i I-klassen var förbättrade versioner av den tidigare H-klassen. Deras deplacament var 1 390 ton vid standardlast och 1 918 ton vid fullast. Fartygen hade en total längd på 98,5 meter, en bredd på 10,1 meter och ett djupgående på 3,8 meter. De drevs av två Parsons-ångturbiner, som var och en drev en propelleraxel, med ånga från tre Admirality-pannor. Turbinerna utvecklade totalt 34 000 hästkrafter (25 000 kW) och var avsedda att ge en maximal hastighet på 35,5 knop (65,7 km/h). Isis nådde en hastighet på 35,3 knop (65,4 km/h) med 33 849 shp (25 241 kW) under provseglingarna. Fartygen hade tillräckligt med bränsle ombord för att ge dem en räckvidd på 5 500 nautiska mil (10 200 km) vid 15 knop (28 km/h). Besättningen bestod av 145 officerare och sjömän.
Fartygen hade fyra 12 cm Mark IX-kanoner i enkelmontage, betecknade "A", "B", "X" och "Y" från för till akter. För luftvärn hade de två fyrdubbla fästen för 12,7 mm Vickers Mark III-kulsprutor. I-klassen var utrustad med två femdubbelt monterade torpedtuber ovan vattenytan för 53,3 cm torpeder. En sjunkbombsräls och två sjunkbombskastare var monterade; 16 sjunkbomber fanns ursprungligen, men detta ökades till 35 strax efter krigets början. I-klassens jagare var utrustade med ASDIC-sonarsystemet för att lokalisera ubåtar under vattnet.

## Konstruktion och tjänstgöring
Isis, döpt efter den egyptiska gudinnan, kölsträcktes av Yarrow and Company i Glasgow den 6 februari 1936, sjösattes den 12 november 1936 och togs i drift den 2 juni 1937. Isis deltog i evakueringen av Grekland i april 1941. Den 19 februari 1943 anföll och sänkte hon tillsammans med jagaren HMS Hursley och ett medeltungt bombplan av typen Vickers Wellington den tyska ubåten U-562 i Medelhavet nordost om Benghazi.
Isis träffades 1941 utanför Beirut, Libanon efter slaget om Kreta. Hon förföljde två Vichyfranska jagare som flydde. Ett Junkers Ju 88-plan anföll sedan och skadade henne allvarligt. HMS Hero försökte bogsera henne till Haifa i Palestina. Bogserlinan gick av, men motorerna startades och hon lyckades nå Haifa.
Isis gick på en mina och sjönk den 20 juli 1944 på positionen 49°27′N 0°41′W i kanal "T" utanför den västra sektorn av Normandies landstigningsstränder. Hon var den sista standardjagaren som förlorades i kriget, med elva officerare och 143 man förlorade.